# Ophrys drumana
Ophrys drumana P.Delforge (1988) es una especie de orquídea terrestre de la familia Orchidaceae. 

## Distribución y Hábitat
Es nativa de Francia. Es una orquídea terrestre que crece en pastizales, bancales, claros en los bosques de robles y en las colinas y  montañas de la zona mediterránea en alturas de 250 a 1100 metros.

## Descripción
Es una especie de tamaño mediano a pequeño, prefiere clima frío y que florece a fines de la primavera en una erecta inflorescencia terminal, cerca de la laxitud, con 4 a 10 flores de 2.8 cm de longitud.

## Sinonimia
- Ophrys × flavicans Vis. (1842)
- Ophrys bertolonii ssp. drumana (P.Delforge) Kreutz (2004)

## Nombres comunes
- Español:
- Alemán: Drôme-Ragwurz
- Francés: Ophrys de la Drôme